# (3279) Solon
(3279) Solon ist ein Asteroid des Hauptgürtels, der am 17. Oktober 1960 vom niederländischen Forscherteam Cornelis Johannes van Houten, Ingrid van Houten-Groeneveld und Tom Gehrels im Rahmen des Palomar-Leiden-Surveys entdeckt wurde. 
Der Name des Asteroiden ist von dem historischen griechischen Staatsmann und Lyriker Solon abgeleitet.